# Брейнбург, Грегор
Грегор Фланегин Брейнбург (нидерл. Gregor Flanegin Breinburg; 16 сентября 1991, Арнем) — арубский и нидерландский футболист, полузащитник. Игрок сборной Арубы.

## Клубная карьера
Воспитанник клуба «Де Графсхап». В 2014 году перешел в НЕК и через два сезона Брейнбург стал капитаном команды.. В последние сезоны играет в первом нидерландском дивизионе.

## Карьера в сборной
В 2015 году полузащитник принял предложение о выступлении за сборную Арубы. За нее он дебютировал 10 июня того же года в матче отбора на чемпионат мира 2018 года против сборной Барбадоса. В нем арубанцы потерпели поражение 0:2. В ответном матче барбадосцы также победили 1:0, но выпустили на поле дисквалифицированного игрока и им было присуждено техническое поражение 0:3, за счёт которой Аруба прошла в следующий раунд. Первый гол за национальную команду Брейнбург забил 11 ноября 2019 года в матче Лиги наций КОНКАКАФ в ворота сборной Гайаны (2:4).

## Достижения
- Победитель Первого дивизиона Нидерландов (1): 2014/15.